# Cartilagovelutina chondrina
Cartilagovelutina chondrina is een slakkensoort uit de familie van de Velutinidae. De wetenschappelijke naam van de soort is voor het eerst geldig gepubliceerd in 1950 door Bartsch in Derjugin.